# Larissa Volpentesta
Larissa Volpentesta (Cosenza, 27 luglio 1987) è un'attrice italiana.

## Biografia
Nata a Cosenza nel 1987, studia danza classica, per quattro anni, canto e dizione. Debutta nel 1997 in teatro nell'operetta Omar e Valerie, in cui è protagonista nel ruolo di Valerie. Successivamente danza nelle operette Sognando Broadway e Inferno e Paradiso.
Nel 1999 esordisce nel cinema con Il figlio di Pelé, episodio del film Boom, regia di Andrea Zaccariello. Nel 2001 è Rosetta nel film Vipera, diretto da Sergio Citti, con Giancarlo Giannini; grazie alla sua interpretazione vince alcuni premi tra cui quelli come miglior attrice esordiente e come attrice rivelazione dell'anno al Festival del cinema di Salerno 2000. Nello stesso anno debutta in televisione con la miniserie di Rai 1, Brancaccio, per la regia di Gianfranco Albano.
Nel 2007 ritorna su Rai 1 con il film televisivo Il figlio della luna, diretto da Gianfranco Albano, e con la miniserie Pompei, diretta da Giulio Base, dove interpreta il ruolo di Attica; inoltre è Renata Milella nella ottava stagione della serie televisiva di Rai 3, La squadra. Nel novembre dello stesso anno torna sul grande schermo con il film I Viceré, regia di Roberto Faenza, dove ha il ruolo di Concetta,  e su Rai 1 con il film tv Fuga con Marlene, con Monica Guerritore, diretto da Alfredo Peyretti.
Nel 2008 torna su Rai 1 con il film tv La vita rubata, regia di Graziano Diana, dove interpreta il ruolo della vittima di mafia, Graziella Campagna, uccisa il 12 dicembre 1985. Il film tv, che doveva andare in onda il 27 novembre 2007, è stato rinviato, causando numerose polemiche, per "non turbare la serenità dei giudici" del processo d'appello in corso. Inoltre appare nell'episodio Profumo di caffè della sesta edizione della serie Don Matteo. Nello stesso anno è impegnata nelle riprese de L'isola dei segreti - Korè, miniserie in quattro puntate, diretta da Ricky Tognazzi, in onda nel 2009 su Canale 5. Nel 2012 interpreta il personaggio di Rosina Crocco nella serie a due puntate Il generale dei briganti. Nel 2016 è interprete del videoclip musicale Il ricordo che lascio degli Zero Assoluto.

## Carriera

### Teatro
- Omar e Valerie di Luigi Caputo - Operetta (1997)

### Danza
- Sognando Broadway - Operetta (1998)
- Inferno e Paradiso - Operetta  (1999)

### Cinema
- Boom, regia di Andrea Zaccariello (1999) - Episodio: Il figlio di Pelé
- Vipera, regia di Sergio Citti (2001)
- ...e dopo cadde la neve, opera prima di Donatella Baglivo (2006)
- I Viceré, regia di Roberto Faenza - Anche miniserie TV - Rai Uno (2007)

### Televisione
- Brancaccio, regia di Gianfranco Albano - Miniserie TV - Rai 1 (2001)
- Il figlio della luna, regia di Gianfranco Albano - Film TV - Rai 1 (2007)
- Pompei, regia di Giulio Base - Miniserie TV - Rai 1 (2007)
- La squadra 8, registi vari - Serie TV - Rai 3 (2007)
- Fuga con Marlene, regia di Alfredo Peyretti - Film TV - Rai 1 (2007)
- Don Matteo 6, regia di Elisabetta Marchetti  - Serie TV - Rai 1 (2008) - Episodi: Bentornato Don Matteo e Profumo di caffè
- La vita rubata, regia di Graziano Diana - Film TV - Rai 1 (2008) - Ruolo: Graziella Campagna
- David Copperfield, regia di Ambrogio Lo Giudice - Miniserie TV - Rai 1 (2009)
- L'isola dei segreti - Korè, regia di Ricky Tognazzi - Miniserie TV - Canale 5 (2009)
- Sant'Agostino, regia di Christian Duguay - Miniserie TV - Rai 1 (2010)
- Il peccato e la vergogna, regia di Alessio Inturri e Luigi Parisi - Serie TV - Canale 5 (2010) - 1º episodio - Ruolo: madre di Nito Valdi
- Don Matteo 8, regia di Giulio Base - Serie TV - Rai 1 (2011) - Episodio: Prova d'amore
- Il generale dei briganti, regia di Paolo Poeti - Miniserie TV - Rai 1 (2012)
- Columns, 2ª e 3ª serie, regia di Gustavo Garrafa Miniserie TV (2016)

### Cortometraggi
- Sogni, regia di Giovanni Giacobelli (2003)
- L'inferno secondo noi, regia di Giovanni Giacobelli (2004)

### Videoclip musicali
- Il ricordo che lascio degli Zero Assoluto (2016)

### Riconoscimenti
- Festival del cinema di Salerno (2000) - Premio come Miglior Attrice Esordiente e Premio come Attrice Rivelazione del Festival per il ruolo nel film Vipera, vincitore del 1º premio: Il Gran Trofeo del Golfo di Salerno
- Moda Mare (2001) - Premio sezione cinema per il ruolo nel film Vipera
- Premio Mia Martini (2002) - Sezione cinema per il ruolo nel film Vipera
- Film Festival Calabria (2007) - Premio alla carriera
- Premio Roseto Capo Spulico (2007) - Premio alla carriera
- Premio Città di Rende (2007) - Premio alla carriera